# Национальный Арктический заповедник
Национальный Арктический заповедник (англ. Arctic National Wildlife Refuge) расположен в северо-восточной части Аляски на территории региона Северный склон Аляски (Alaska North Slope) в боро Норт-Слоп и в зоне переписи населения Юкон-Коюкук. Является самым большим заповедником страны. Администрация заповедника находится в городе Фэрбанкс.

## Описание
Национальный Арктический заповедник занимает площадь 78 051 км². С севера граничит с морем Бофорта, с востока — с Канадой. На севере, на острове Бартер, расположен единственный более-менее крупный (258 жителей в 2007 году) населённый пункт заповедника — Кактовик, несколько мелких непостоянных эскимосских поселений. Значительную часть территории занимает хребет Брукса и его отроги. Огромное разнообразие животных, птиц, рыб. Также широко представлена флора, но только южнее хребта Брукса.
На территории заповедника нет ни автомобильных дорог, ни железнодорожных путей, все перемещения осуществляются только воздушным транспортом или пешими тропами; вдоль западной границы заповедника проходит шоссе Далтона.

## История
Впервые о том, что этот уголок Аляски надо объявить заповедной зоной заговорили в начале 1950-х годов. Сотрудник Службы национальных парков США Джордж Коллинс и биолог Лоуэл Самнер обратились к директору Общества дикой природы Олаусу Мюри (Olaus Murie) и его жене Маргарет (Margaret Murie) с просьбой помочь. В итоге 6 декабря 1960 года местности площадью 32 000 км² был присвоен статус охраняемой территории, она получила название Arctic National Wildlife Range. 29 февраля 1980 года название было изменено на William O. Douglas Arctic Wildlife Range в честь члена Верховного суда США и защитника природы Уильяма О. Дугласа (примечательно, что было опущено слово «национальный»), а в декабре того же года на нынешнее — Arctic National Wildlife Refuge. В 1980 году к заповеднику добавили участок морского побережья площадью 6100 км². Позднее площадь заповедника была увеличена ещё более чем в два раза.
С 1977 года остро обсуждается вопрос, добывать ли нефть на территории заповедника.